# 岩田ちとせ
岩田 ちとせ（いわた ちとせ、本名：岩田 千登勢、1月20日 - ）は、中京圏を拠点に活動するローカルタレント、ラジオパーソナリティ。NTB（旧・名古屋タレントビューロー）所属。愛知県一宮市出身。身長156cm。血液型A型。かつてはいわた 千登勢（読みは同じ）名義で活動していた。

## 出演
以下の番組のほか、ケーブルテレビの番組やコミュニティFMの番組にも出演している。

### テレビ番組
- すくすくぽん! （東海テレビ、モモコ役）
- とってもワクドキ! （三重テレビ、リポーター）

### ラジオ番組
- JOY TO THE HIGH WAY （FM AICHI）
- Radio Connection ラジオ・バイキング（AM岐阜ラジオ、日曜パーソナリティ）
- Sound Stroll （radio CUBE）
- ちたまるモーニング　（メディアスFM、水曜パーソナリティ）
- ダッシュ一番歌謡曲→GO! GO! ミュージックナイター（ぎふチャンラジオ）